# Acacia langlassei
Acacia langlassei é uma espécie de leguminosa do gênero Acacia, pertencente à família Fabaceae.